# Tomtabacken
Tomtabacken är ett berg som, med sina 377 meter över havet, är Smålands, Sydsvenska höglandets och Götalands högsta punkt. Tomtabacken är belägen i Malmbäcks distrikt (Malmbäcks socken) i Nässjö kommun, cirka 22 kilometer sydväst om Nässjö och 19 kilometer nordväst om Sävsjö.
I januari är medeltemperaturen på berget –4°C, lika kallt som i till exempel Dalsland eller Uppland. Det är inte bara på vintern som temperaturen är lägre än omgivningens, i juli är medeltemperaturen 14°C, vilket är samma som i Vuollerim vid polcirkeln. Årsmedeltemperaturen är under 5°C,  ungefär lika varmt som i till exempel Hudiksvall.
Det är svårt att njuta av en milsvid utsikt över det småländska landskapet, eftersom Tomtabacken är mer en höjd än ett berg. Bäst syns utsikten från det luftbevakningstorn, som försvarsmakten uppförde 1942. Tornet skänktes av nu nedlagda Kalmar flygflottilj (F12), har renoverats och är öppet för allmänheten. 
Förutom utsiktstornet, har telekommunikationsbolag uppfört flera radiolänktorn och mobilmaster på höjden.
Det finns två sätt att ta sig till Tomtabacken: antingen tills fots på Höglandsleden som passerar precis invid utsiktstornet, eller med bil från Malmbäck, Sävsjö eller Vrigstad. Det finns en parkeringsplats med plats för omkring fem bilar i närheten av utsiktstornet.

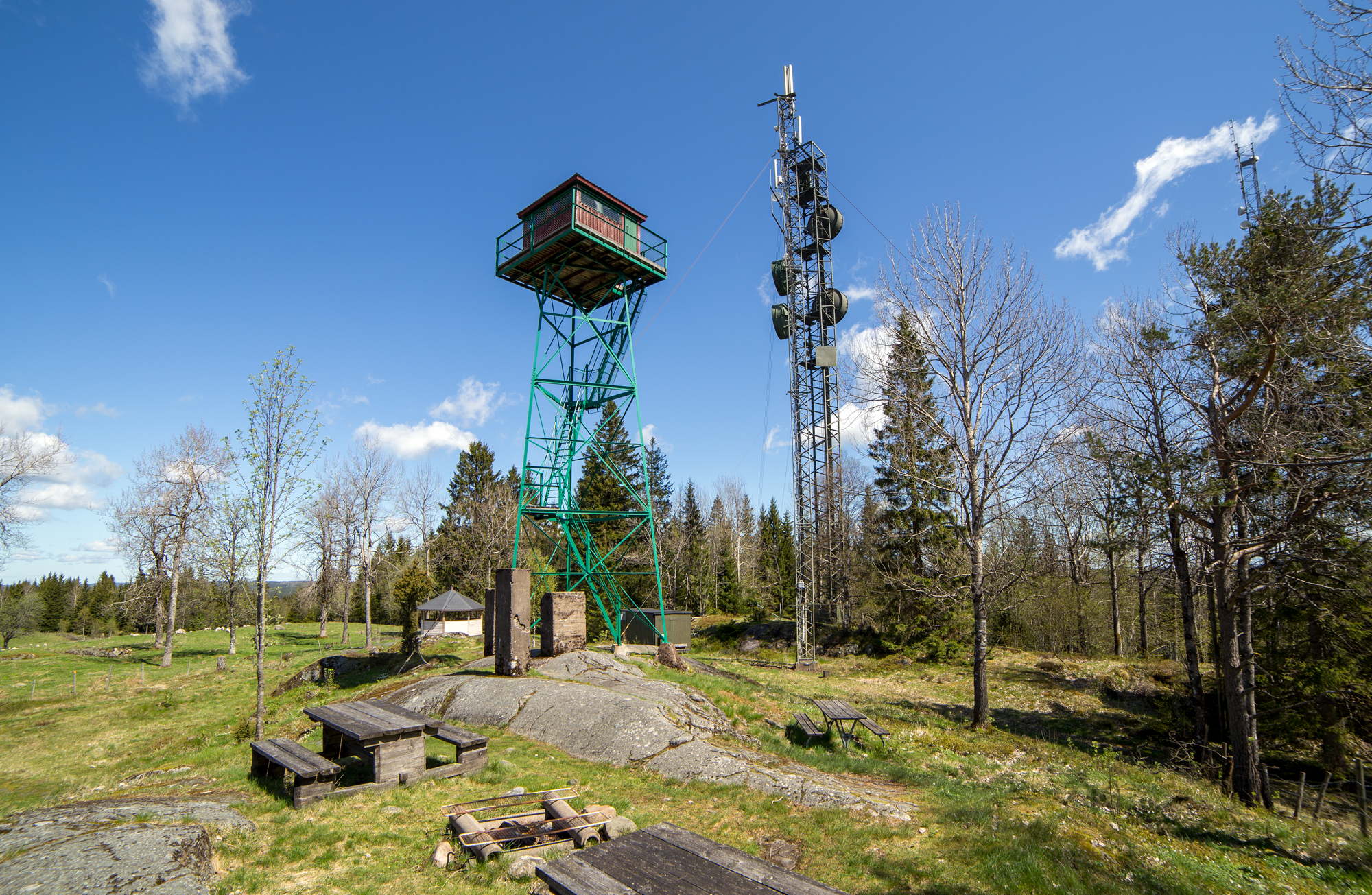
Tomtabacken med luftbevakningstorn och radiolänktorn.
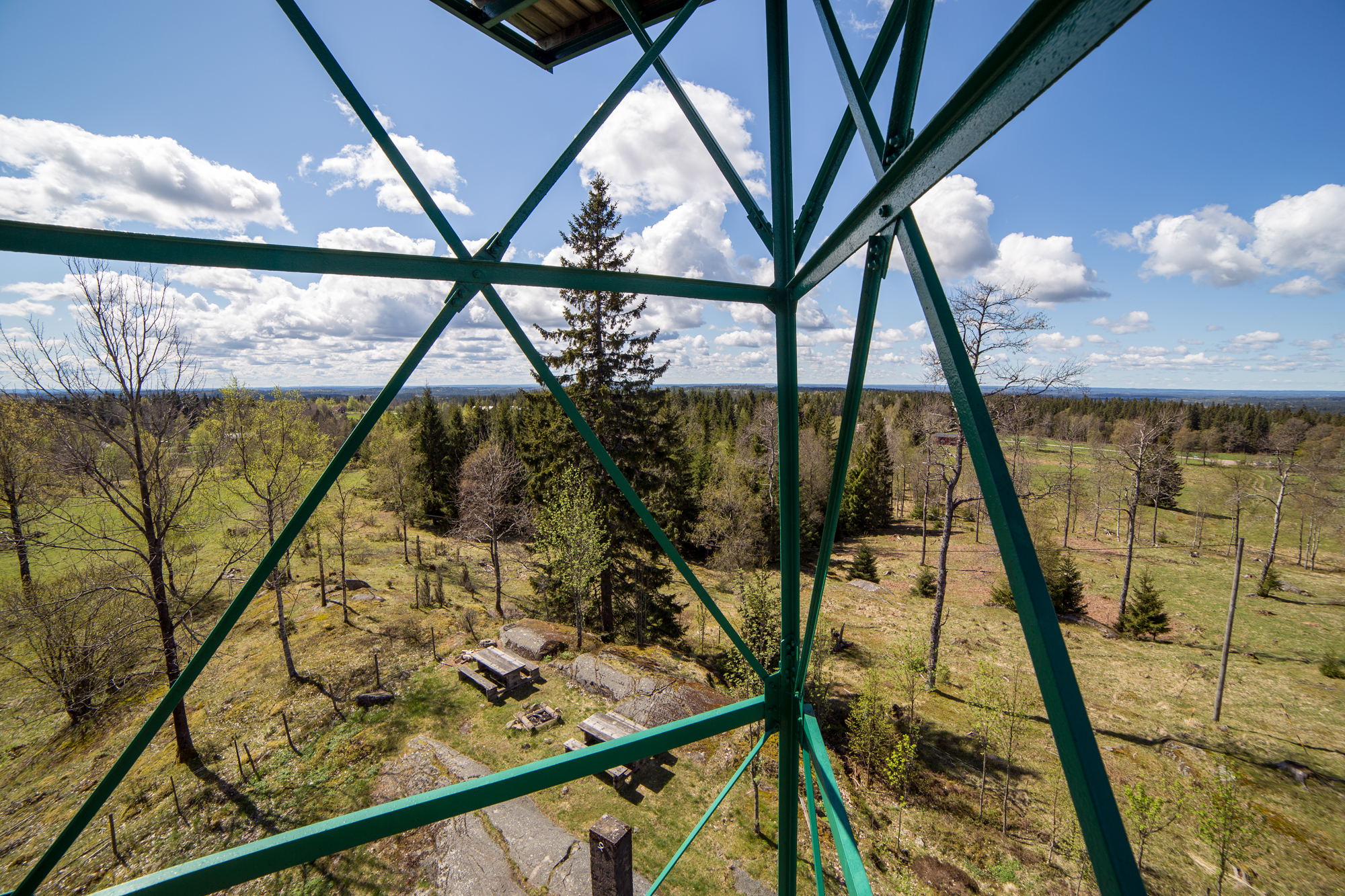
På väg upp i luftbevakningstornet.
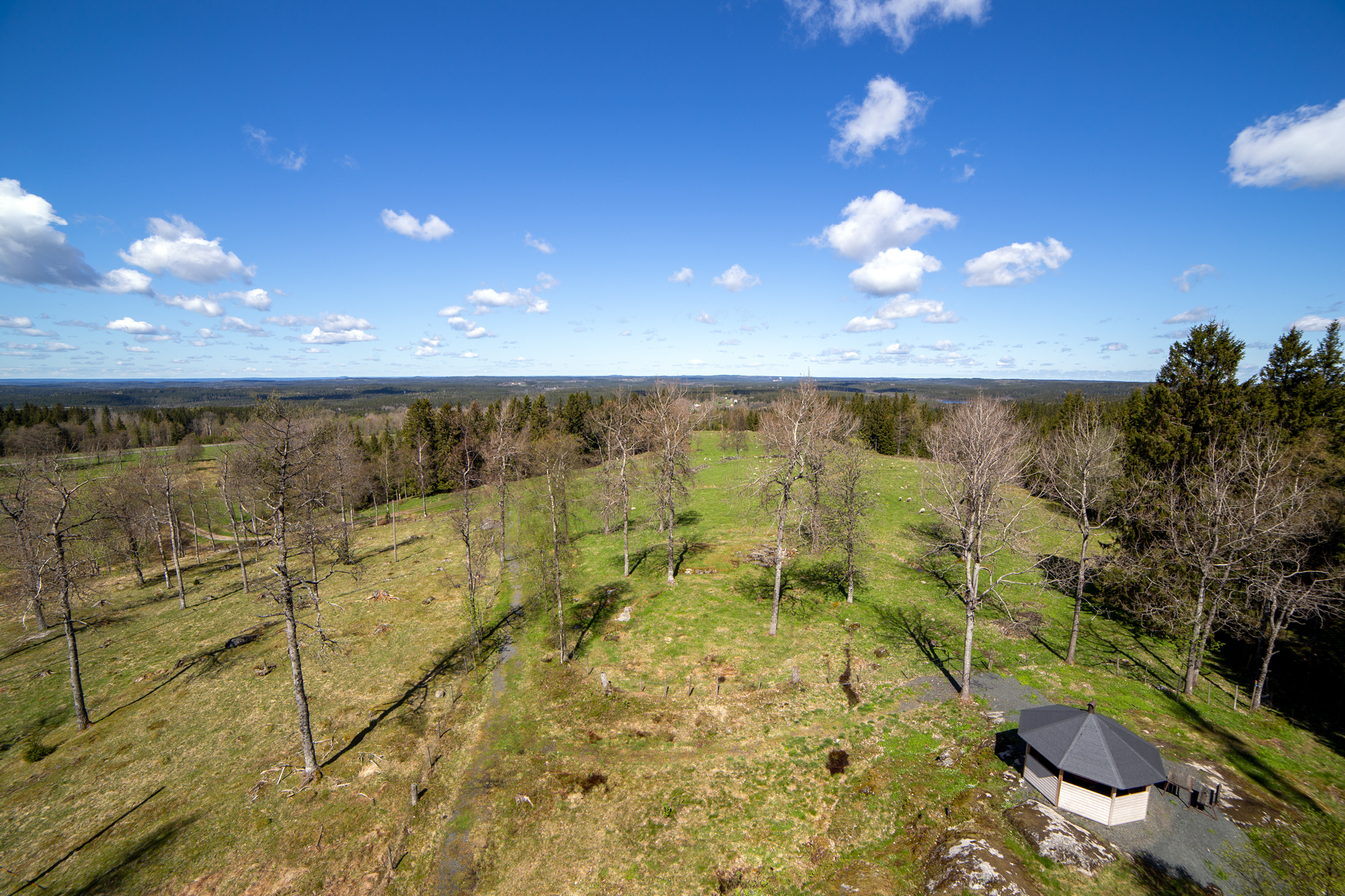
Utsikt mot norr från luftbevakningstornet.